# Dani Daniels: Dare
Pour plus de détails, voir Fiche technique et Distribution.
Dani Daniels: Dare est un vidéofilm pornographique américain réalisé par les studios Elegant Angel en 2012.
Le film est centré sur la bisexualité de Dani Daniels.
En 2013, lors du 30e AVN Awards Show, le film est nommé pas moins de six fois et remporte le prix de la Meilleure scène de sexe entre deux filles (Best Girl/Girl Sex Scene) pour la 3e scène du film entre Dani Daniels et Sinn Sage.
À cette même édition des AVN Awards, Dani Daniels est nommée en tant que « Meilleure nouvelle starlette » (Best New Starlet).

## Synopsis
scène 1
Lieu : à côté du Grand Hope Park de Los Angeles.
scène 2
scène 3
scène 4
scène 5

## Fiche technique
- Titre : Dani Daniels: Dare
- Réalisateur : Mason
- Scénaristes :
- Langue : Anglais
- Pays :  États-Unis
- Format : Couleur
- Durée : 188 min
- Classification :
- Genre : Adulte
- Producteur : Elegant Angel
- Distributeur : Elegant Angel
- Lieu de tournage : États-Unis
- Date de sortie : 28 septembre 2012 États-Unis

## Distribution
- scène 1 : Dani Daniels & Manuel Ferrara
- scène 2 : Dani Daniels, James Deen & Mick Blue
- scène 3 : Dani Daniels & Sinn Sage
- scène 4 : Dani Daniels, Karlie Montana & Manuel Ferrara
- scène 5 : Dani Daniels & Erik Everhard

## Distinctions

### Récompenses
- 2013 AVN Award - Meilleure scène de sexe entre deux filles (Best Girl/Girl Sex Scene) - Dani Daniels et Sinn Sage (scène 3 de Dani Daniels: Dare)

### Nominations
- 2013 AVN Award - Meilleure allumeuse (Best Tease Performance) - Dani Daniels (scène 5 de Dani Daniels: Dare)
- 2013 AVN Award - Meilleur réalisateur - Film non scénarisé (Best Director – Non Feature) - Mason (pour Dani Daniels: Dare)
- 2013 AVN Award - Meilleur film centré sur une star (Best Star Showcase) - Dani Daniels: Dare
- 2013 AVN Award - Meilleure scène de sexe homme/femme (Best Boy/Girl Sex Scene) - Dani Daniels et Erik Everhard (scène 5 de Dani Daniels: Dare)
- 2013 AVN Award - Meilleure scène de sexe homme/homme/femme (Best Three-Way Sex Scene - Boy/Boy/Girl) - Dani Daniels, Mick Blue et James Deen (scène 2 de Dani Daniels: Dare)
- 2013 AVN Award - Meilleure scène de sexe femme/femme/homme (Best Three-Way Sex Scene - Girl/Girl/Boy) – Dani Daniels, Karlie Montana et Manuel Ferrara (scène 4 de Dani Daniels: Dare)